# リャスナ
リャスナ（ウクライナ語・ロシア語: Рясна）は中世ルーシの装飾品である。女性の頭飾りや、ココシニクの外郭の飾りリボンの両面を挟み込むように固定させて身に着けた（画像1参照）。

## 概要
モンゴル到来以前の時代には、リャスナは金・銀・銅などの金属で作られており、側頭部に吊り下げていた。いくつかのちいさな金属板同士をつなぎ合わせるか、鎖のような連結方法が用いられており、長さは50cmに達した。その先端にはコルトをつけることもあった（画像2参照）。また、他の頭飾りと着合わせずに、単独で身につけることもできた。主に、キエフ、チェルニーヒウ、スタラヤ・リャザン（旧リャザン）、ノヴゴロド、モスクワ周辺で発見されている。
15世紀から17世紀のリャスナには真珠や宝石が用いられた。19世紀から20世紀初めの上流階級の女性は、カーニバルの衣装にリャスナを飾った。一般民衆の民族衣装に用いられるリャスナは、糸、織物、ビーズなどによる房状のペンダントが、縞状の織物に付けられており、頭飾りの下部に飾りつけられた。

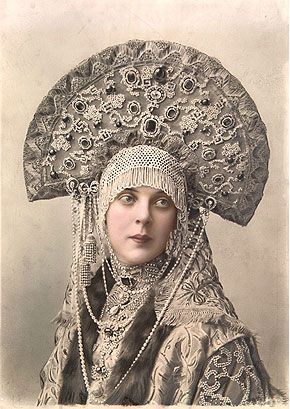
画像1[注 2] 頭の扇状の飾りがココシニク、鎖状の飾りがリャスナ（真珠製）。
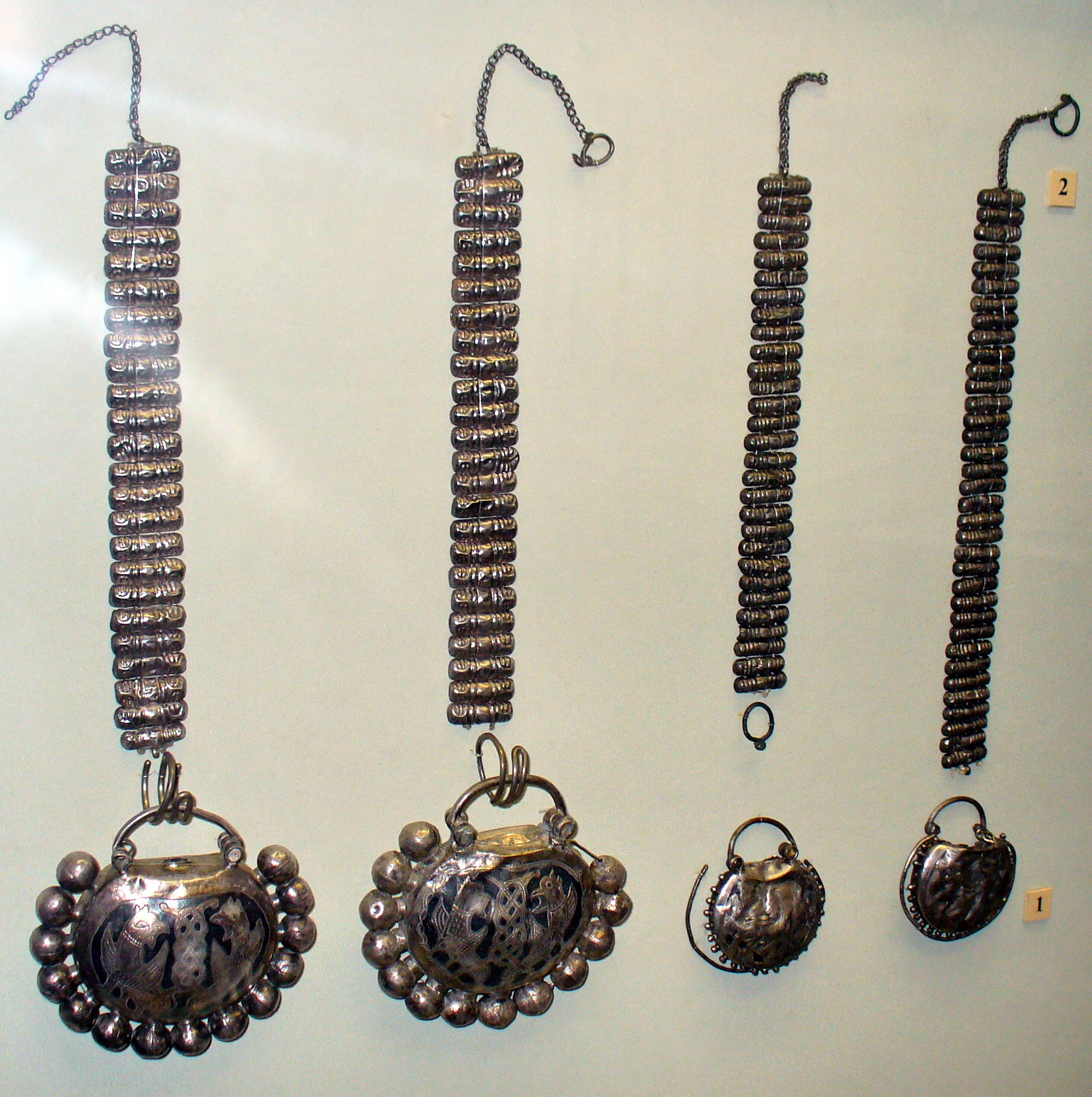
画像2 コルトとリャスナ
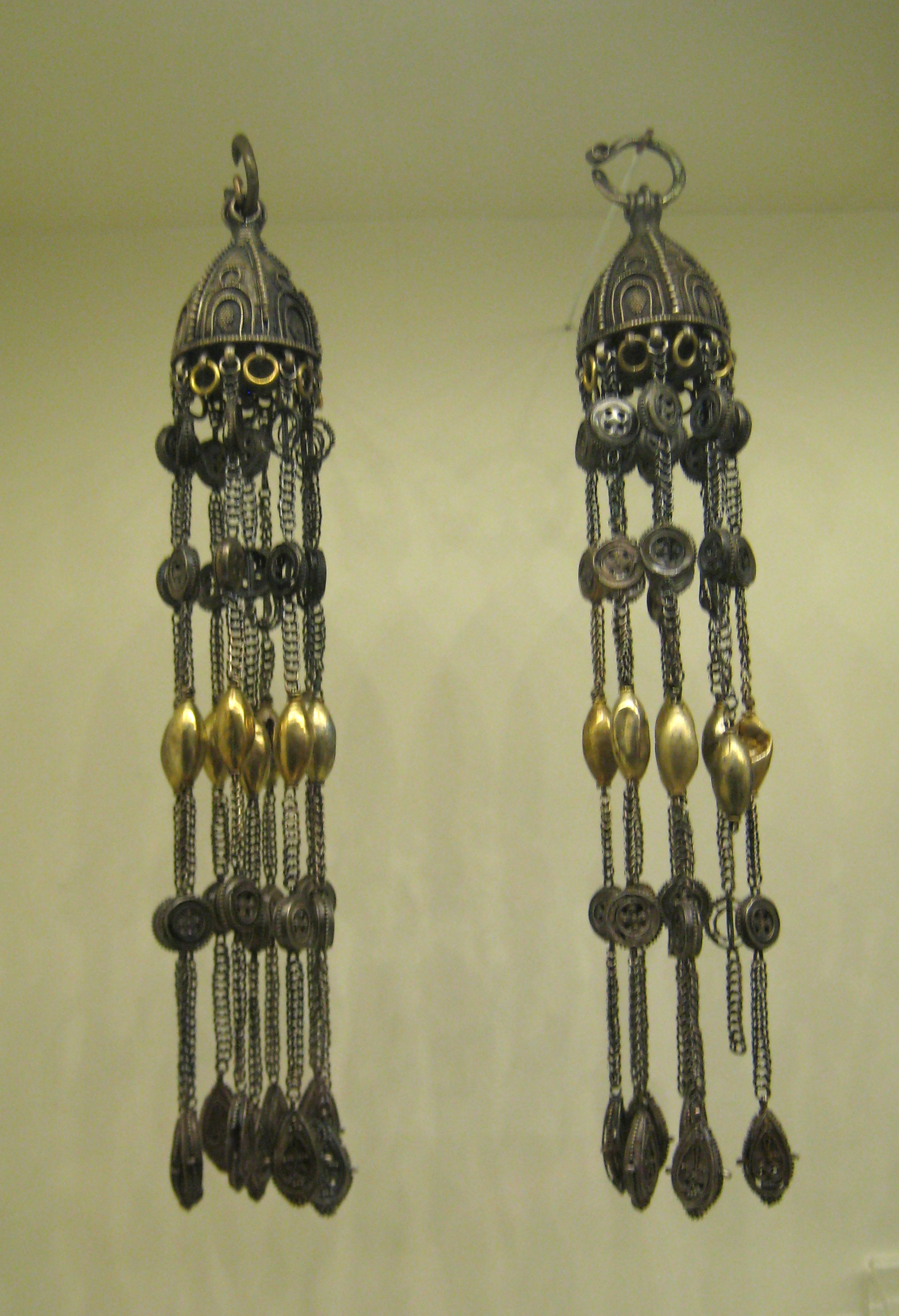
画像3 中世ルーシのリャスナ